# Hammam N'Bails (distrito)
Hammam N'Bails é um distrito localizado na província de Guelma, Argélia, e cuja capital é a cidade de Hammam Nbail. A população total do distrito era de 35 410 habitantes, em 1998.[carece de fontes?]

## Municípios
O distrito é composto por três municípios:
- Hammam Nbail
- Dahouara
- Oued Cheham